# Carvalhodesmus costalimai
Carvalhodesmus costalimai är en mångfotingart som beskrevs av Christoph D. Schubart 1945. Carvalhodesmus costalimai ingår i släktet Carvalhodesmus och familjen orangeridubbelfotingar. Inga underarter finns listade i Catalogue of Life.